# Rue de Rochechouart
Rue de Rochechouart je ulice v Paříži. Nachází se v 9. obvodu. Ulice nese jméno Marguerite de Rochechouart de Montpipeau (1665–1727), abatyše kláštera Montmartre.

## Poloha
Ulice vede od křižovatky s Rue Lamartine a Rue de Montholon a končí na křižovatce s Rue Gérando a Boulevard de Rochechouart.

## Historie
Ulice odpovídá trase bývalé cesty, která existovala již v roce 1672, a byla otevřena na pozemcích kláštera Montmartre, stejně jako sousedící Boulevard de Rochechouart.
Ulice byla až do počátku 18. století téměř neobývaná. Poté se začala parcelovat a vznikla zde řada kabaretů.

## Zajímavé objekty
- dům č. 7: vstup do Passage Briare
- dům č. 10: v 19. a na počátku 20. století se zde nacházela tiskárna.
- dům č. 42: v roce 1889 zde zasedal kongres Druhé internacionály
- domy č. 58-60: cité Napoléon
- dům č. 65: v meziválečném období zde působil kabaret Coliseum
- dům č. 67: měl zde ateliér sochař Joseph Chéret (1838–1894)
- dům č. 70: měl zde ateliér malíř Franck Bail (1858–1924)
- dům č. 76: dne 12. dubna 1919 zde byl zatčen Henri Landru